# دوردي لازوفيتش
دوردي لازوفيتش هو لاعب كرة قدم صربي في مركز الدفاع، ولد في 1 أكتوبر 1990 في تشاتشاك في صربيا. لعب مع ملادوست لوتشاني.

## وصلات خارجية
- دوردي لازوفيتش على موقع قاعدة بيانات كرة القدم.إي يو (الإنجليزية)
- دوردي لازوفيتش على موقع Soccerway.com (الإنجليزية)